# Darrell Porter
Darrell Ray Porter (Joplin, Misuri, 17 de enero de 1952-Sugar Creek, Misuri, 5 de agosto de 2002), más conocido como Darrell Porter, fue un jugador profesional estadounidense de béisbol que se desempeñó en la posición de cácher en las Grandes Ligas de Béisbol (MLB). Logró obtener el premio MVP (jugador más valioso de la Serie Mundial).

## Carrera
Porter jugó como profesional seis temporadas en Milwaukee Brewers (1971-1976), después pasó a Kansas City Royals (1977-1980), luego a St. Louis Cardinals (1981-1985), posteriormente a Texas Rangers, donde jugó dos temporadas (1986-1987), y fue el equipo en el que se retiró.

## Premios
Fue galardonado con el MVP (jugador más valioso de la Serie Mundial) en una oportunidad (1982).